# Karim Bouamrane
Pour les articles homonymes, voir Bouamrane.
Karim Bouamrane, né le 21 février 1973, est un chef d'entreprise et homme politique français, membre du Parti socialiste.
Depuis le 4 juillet 2020, il est maire de Saint-Ouen-sur-Seine dans la Seine-Saint-Denis.

## Biographie

### Jeunesse et formation
Fils d'un ouvrier du bâtiment venu du Maroc,, Karim Bouamrane grandit à Saint-Ouen, en Seine-Saint-Denis. Son engagement politique commence à l'âge de 15 ans, quand il participe aux manifestations pour soutenir les sandinistes du Nicaragua ou pour réclamer la libération de Nelson Mandela, puis plus officiellement, avec l'adhésion au Parti communiste en 1995 : il devient alors conseiller municipal à l'âge de 22 ans. 
En 2012, il officie dans le domaine de la sécurité informatique, notamment en tant que vice-président chez Xirrus jusqu'à 2015, puis comme directeur channel EMEA de Guidance Software (2015-2017) et directeur Europe du Sud chez Bitglass. Auparavant, il a été directeur des ventes chez RSA (de 1999 à 2001), chez Coredo Networks Security (de 2001 à 2005) et chez Aruba Networks (de 2005 à 2012),.

### Carrière politique
En 2014, il intègre le Parti socialiste après avoir été membre du Parti communiste et élu communiste  de la ville de Saint-Ouen pendant vingt ans. Il est nommé secrétaire national à l'innovation en 2016. La même année, il est nommé porte-parole du parti, alors dirigé par Jean-Christophe Cambadélis. Lors de la primaire de la gauche, il est soutien de Manuel Valls pour la Seine-Saint-Denis.
En 2017, face au désistement de Bruno Le Roux, ex-ministre de l'Intérieur et député sortant, qui a reconnu l'emploi fictif de ses filles lycéennes à l'Assemblée nationale, Karim Bouamrane est investi par le PS comme candidat suppléant de Yannick Trigance aux élections législatives. Ils obtiennent un score au 1er tour de 9,44 % et ne donnent aucune consigne de vote pour le second tour opposant le candidat de La France insoumise et celui de La République en marche,,,.
Alors qu'il est nouveau candidat aux élections municipales de 2020 à Saint-Ouen-sur-Seine, sa liste est devancée de peu au premier tour par celle du maire sortant UDI William Delannoy. Au second tour, le 28 juin, la liste Bouamrane l'emporte avec 38,1 % des voix. Il est élu par 18 % du corps électoral, en pleine crise sanitaire covid et dans le cadre d'une triangulaire avec une autre liste divers gauche, sur celle de Delannoy qui obtient 32,5 %. Le 4 juillet 2020 suivant, il est élu maire par le conseil municipal,,. 
Il relance le projet de rénovation du stade Bauer, déjà amorcé par l'ancienne majorité, qui accueille le Red Star FC. Il est attendu que son mandat sera marqué par l'arrivée du Village des athlètes dans le cadre des Jeux olympiques de Paris en 2024, l'implantation du siège de la DGSI ou encore le futur Hôpital du Nord-Est. L'implantation de cette structure, voulue par Martin Hirsch et soutenue par le même Karim Bouamrane, trouve une opposition chez les syndicats hospitaliers et l'opposition municipale ; la gauche et une partie de la population audonienne dénoncent une perte de lits et un recul du service public parisien conduit par l'AP-HP.
Il prend des mesures visant à lutter contre l'insécurité, telles que la multiplication du nombre de policiers municipaux ou un couvre-feu à 22 heures pour les mineurs non accompagnés,. Plus généralement, il défend le concept du SAFE (une ville « sécurisée, apaisée, fraternelle et écologique »)  et son programme vise à l'augmentation du niveau scolaire des jeunes générations.
Il est élu au second tour des élections départementales de 2021 en Seine-Saint-Denis conseiller départemental du canton de Saint-Ouen-sur-Seine, ramenant ainsi ce canton à gauche, puis est élu troisième vice-président du conseil départemental de la Seine-Saint-Denis chargé de la culture.
Le 24 novembre 2022, il est élu président du conseil de surveillance de la Société du Grand Paris (devenue en 2023 Société des Grands Projets), un établissement public de l'État chargé de créer le réseau de transport du Grand Paris Express, fonction dans laquelle il remplace Olivier Klein, qui avait été nommé ministre délégué chargé de la Ville et du Logement,.
En avril 2024, le New York Times lui consacre sa une, dans un portrait élogieux du polyglotte dont la commune abrite une partie du village des athlètes des Jeux olympiques d'été,,. Début juillet, il est nommé chevalier de la Légion d'honneur en récompense de « 23 ans de services ». Le mois suivant, il est cité, parmi d'autres, comme possible Premier ministre d'un nouveau gouvernement d'union nationale,,,. L’édile lance, en octobre de la même année, au stade Bauer de la ville de Seine-Saint-Denis, le mouvement social-démocrate La France humaine et forte (FHuF), dont il veut être la figure de proue.

### Vie privée
Karim Bouamrane est marié et père de trois enfants.

## Synthèse des résultats électoraux

### Élections municipales
Les résultats ci-dessous concernent uniquement les élections où il est tête de liste.
| Année | Liste                | Liste                | Commune    | 1er tour | 1er tour | 1er tour | 2d tour | 2d tour | 2d tour | Sièges obtenus |
| Année | Liste                | Liste                | Commune    | Voix     | %        | Rang     | Voix    | %       | Rang    | Sièges obtenus |
| ----- | -------------------- | -------------------- | ---------- | -------- | -------- | -------- | ------- | ------- | ------- | -------------- |
| 2014  |                      | PS-EELV-PRG-MRC      | Saint-Ouen | 3 176    | 26,98    | 3e       | Retrait | Retrait | Retrait | 0 / 45         |
| 2020  | PS - EÉLV - PRG - GÉ | Saint-Ouen-sur-Seine | 2 669      | 24,34    | 2e       | 4 467    | 38,08   | 1er     | 32 / 45 |                |

### Élections départementales
| Année | Parti | Parti | Canton               | Binôme         | 1er tour | 1er tour | 1er tour | 2d tour | 2d tour | 2d tour | Issue |
| Année | Parti | Parti | Canton               | Binôme         | Voix     | %        | Rang     | Voix    | %       | Rang    | Issue |
| ----- | ----- | ----- | -------------------- | -------------- | -------- | -------- | -------- | ------- | ------- | ------- | ----- |
| 2021  |       | PS    | Saint-Ouen-sur-Seine | Émilie Lecrocq | 6 178    | 56,43    | 1er      | 7 739   | 64,95   | 1er     | Élu   |

## Décoration
- Chevalier de la Légion d'honneur (décret du 3 juillet 2024)[1].